# Sóng thần Garth
Sóng thần Garth là một con sóng thần thời tiền sử xảy ra ở quần đảo Shetland, có lẽ đã xảy ra vào thời điểm khoảng 5.500 năm trước đây. Nguồn gốc của nó hiện không rõ; các nguyên nhân có thể là va chạm, động đất và sạt lở ngầm tương tự như Slide Storegga đã xảy ra 8.100 năm trước. Sóng thần này đã đạt độ cao hơn 10 mét (33 ft) tại quần đảo Shetland. Nó có thể đã tác động đến các cộng đồng dân cư ven biển trong khu vực; mộ chôn cất hàng loạt có niên đại cùng khoảng thời gian đó ở Quần đảo Shetland và Orkney đã được lý giải là thi thể chôn cất từ các trường hợp tử vong do sóng thần.

## Thời gian và kích thước
Trận sóng thần đã diễn ra cách đây khoảng 5.500 năm và còn được gọi là "sự kiện 5.500 BP". Nó tạo ra một tường nước cao hơn 10 mét (33 ft) tại Quần đảo Shetland. Sóng thần này là một trong ba cơn sóng thần được cho là đã tấn công Scotland trong Thế Holocen mặc dù sự xuất hiện của cơn sóng thần 5.500 BP và những cơn sóng thần sau đó được coi là không chắc chắn.

## Trầm tích
Trầm tích từ sóng thần đã được lấy mẫu tại Garth, South Nesting, ở Garth Loch và Loch of Benston; ban đầu nó được phát hiện tại Sullum Voe, Shetland. Thêm bằng chứng nữa về những thay đổi môi trường có thể do sóng thần 5.500 năm trước đã được xác định tại West Voe. Trầm tích của nó giống với trầm tích được tạo ra bởi sóng thần từ sự kiện Slidegga Slide 8.100 năm trước. Bằng chứng có thể từ cơn sóng thần này cũng đã được tìm thấy ở Bergsøy, Na Uy, và dấu vết tiềm năng đã được tìm thấy trong các hồ ven biển của Na Uy. Không có bằng chứng nào về sóng thần đã được tìm thấy ở Scotland hoặc quần đảo Orkney, nơi được quần đảo Shetland che chắn khỏi một cơn sóng thần bắt nguồn từ sườn dốc lục địa Na Uy. Sự thay đổi cảnh quan ở quần đảo Orkney xảy ra cách đây 5.500 năm có thể là hậu quả của sóng thần hoặc của thời kỳ hoạt động bão gia tăng vào thời điểm đó.